# Hinemoa forticingulata
Hinemoa forticingulata is een slakkensoort uit de familie van de Pyramidellidae. De wetenschappelijke naam van de soort is voor het eerst geldig gepubliceerd in 2008 door Bozzetti.